# دورينتوش (ساسكاتشوان)
دورينتوش (بالإنجليزية: Dorintosh, Saskatchewan)‏ هي قرية تقع في كندا في ساسكاتشوان. يقدر عدد سكانها بـ 127 نسمة ومساحتها 143.7 كم2 .